# 高田秀重
高田 秀重（たかだ ひでしげ、1959年 - ）は、日本の環境学者。東京農工大学名誉教授。

## 経歴

### 学歴
- 1982年　東京都立大学 (1949-2011)理学部化学科　卒業
- 1984年　東京都立大学大学院理学研究科化学専攻　修士課程修了
- 1986年　東京都立大学大学院理学研究科化学専攻　博士課程中退

### 職歴
- 1986年　東京農工大学農学部環境保護学科　助手に採用
- 1990年9月 - 1991年5月 文部省在外研究員（アメリカ合衆国）
- 1997年　東京農工大学農学部　助教授
- 2007年　東京農工大学農学部　教授
- 2025年　東京農工大学を退職し、名誉教授

## 受賞
- 2015年　内閣総理大臣 海洋立国推進者功績表彰 ： マイクロプラスチックによる海洋汚染の研究[1]

## 著書
- 『環境ホルモンの最新動向』共著 シーエムシー出版 1999
- 『環境ホルモン：水産生物に対する影響実態と作用機構』共著 恒星社厚生閣 2006
- 『環境汚染化学』共著 丸善出版 2015

## 出演
- クローズアップ現代（2015年10月29日、NHK総合）[2]
- モーニングショー（2018年8月29日、テレビ朝日）